# Michelle Visage
Michelle Lynn Shupack (Perth Amboy, New Jersey, SAD, 20. rujna 1968.), poznatija kao Michelle Visage, je američka pjevačica, producentica i glumica. 
Postala je poznata početkom 90-ih godina prošlog stoljeća kao članica sastava Seduction. Godine 2011. pridružila se RuPaulu u njegovoj reality emisiji RuPaul's Drag Race kao glavna sutkinja.

## Filmografija

### Televizija
| Godina      | Naslov                               | Uloga                          | Izvori |
| ----------- | ------------------------------------ | ------------------------------ | ------ |
| 1996.–1998. | The RuPaul Show                      | suvoditeljica                  |        |
| 2011.–danas | RuPaul's Drag Race                   | glavna sutkinja                |        |
| 2012.–danas | RuPaul's Drag Race All Stars         | glavna sutkinja                |        |
| 2017.       | Pjesma Eurovizije 2017.              | američka komentatorica         | [ 2 ]  |
| 2019.–danas | RuPaul's Drag Race UK                | glavna sutkinja                | [ 3 ]  |
| 2019.       | Strictly Come Dancing                | natjecateljica, 7. mjesto      | [ 4 ]  |
| 2020.       | Canada's Drag Race                   | gostujuća sutkinja (1. sezona) | [ 5 ]  |
| 2021.–danas | RuPaul's Drag Race Down Under        | glavna sutkinja (1.–3. sezona) |        |
| 2021.–danas | RuPaul's Drag Race Down Under        | voditeljica (4. sezona)        | [ 6 ]  |
| 2021.       | The Wendy Williams Show              | gošća                          |        |
| 2021.–2023. | Queen of the Universe                | glavna sutkinja                |        |
| 2022.–danas | RuPaul's Drag Race: UK vs. the World | glavna sutkinja                |        |
| 2024.–danas | RuPaul's Drag Race Global All Stars  | glavna sutkinja                | [ 7 ]  |

## Vanjske poveznice
- Službena stranica
- Michelle Visage na Instagramu